# Ikwa (Styr)
Die Ikwa (ukrainisch Іква) ist ein 155 km langer, rechter Nebenfluss des Styr im Westen der Ukraine mit einem Einzugsgebiet von 2250 km².
Die Ikwa entspringt auf 314 m Höhe bei dem Dorf Tschernyzja im Rajon Solotschiw.
Anschließend durchfließt sie die Rajone Ternopil und Kremenez in der Oblast Lwiw und den Rajon Dubno der Oblast Riwne, bevor sie bei Torhowyzja in den Styr mündet. An ihrem Ufer liegt die Stadt Dubno und die Siedlung städtischen Typs Mlyniw.
Der Fluss hat eine Breite von 5 bis 25 Meter, eine Tiefe von 0,5 bis 2,2 m und ein Gefälle von 0,89 m/km. Der durchschnittliche Wasserdurchfluss beträgt 5,5 m³ je Sekunde, der maximale Wasserdurchfluss beträgt 77 m³ je Sekunde. Die Strömungsgeschwindigkeit der Ikwa beträgt bei Dubno  0,5 m je Sekunde.
Ihr Wasser wird zur Bewässerung und zur Wasserversorgung genutzt.

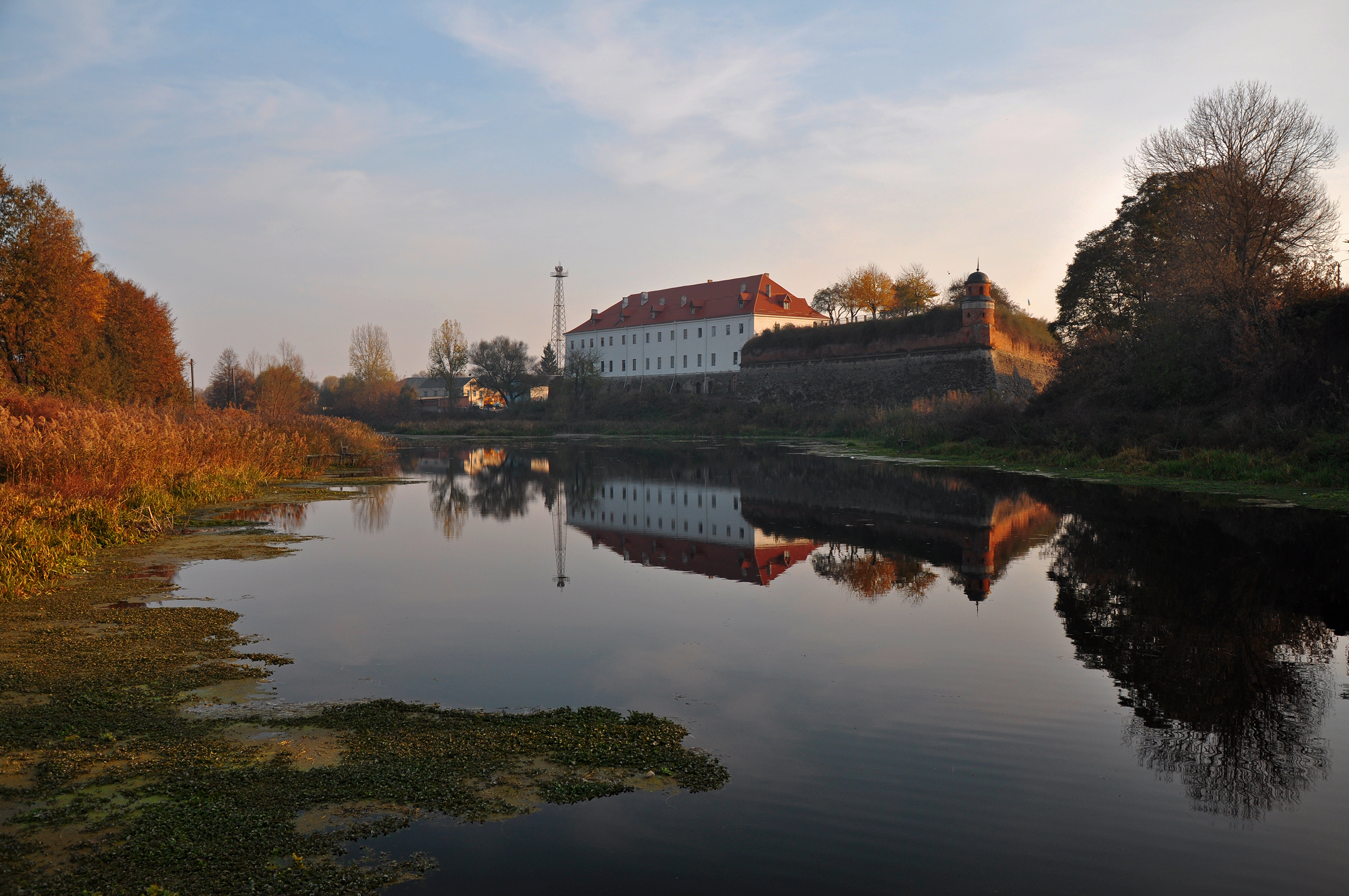
Blick vom Ufer des Ikwa auf die Festung Dubno

## Zuflüsse
Von links:
- Lypka (Липка), 12 km lang, Einzugsgebiet 85,2 km²

Von rechts:
- Samez (Самець), ~7 km lang
- Ljudomyrka (Людомирка), 20 km
- Tartatschka (Тартачка), 42 km lang, Einzugsgebiet 386 km²

| Quelle |

| Mündung |